# Felsőmezős
Felsőmezős (korábban Felsőkimpény, románul Câmpani) falu Romániában, Bihar megyében.

## Fekvése
A Belényesi-medence területén, a Bihar- és Béli-hegység lábainál található. Belényestől délnyugatra, Vaskohtól keletre fekszik, a DN76-os Nagyvárad-Gyulafehérvár közötti országút mentén.

## Éghajlata
A település éghajlata mérsékelt kontinentális, az évi átlaghőmérséklet 10-10,2 C.

## Története
Felsőmezőst 1600-ban említik először a források. Ekkor a jelenlegi település területén két falu létezett: Felsőkimpény és Alsókimpény. 1911-ben a két település nevét Felsőmezősre és Alsómezősre változtatták, a község tiltakozása ellenére.
A trianoni békeszerződésig Bihar vármegye Vaskohi járásához tartozott. 1968-ban Alsómezős Felsőmezős része lett.

## Lakossága
1910-ben 362 lakosa volt, ebből 360 fő román, 2 magyar.
2002-ben 921 lakosa volt, ebből 919 fő román, 1 magyar, 1 egyéb nemzetiségű.
A lakosság fő jövedelemforrása a mezőgazdaság: állattenyésztés és növénytermesztés. Korábban a férfilakosság nagy része a környékbeli bányákban dolgozott, de azok bezárása után rohamosan megnőtt a munkanélküliség, a fiatalok pedig elköltöznek a nagyobb városokba, vagy pedig a nyugati országokba a jobb megélhetés végett.
A községben 4 óvoda és 5 általános iskola működik. Az egész község területén 63 diák van.

## Látnivalók
- A településhez közel egy festői szépségű nemzeti park fekszik, amelyben megközelítőleg 160 barlang található.